# Opisthacantha hawaiiensis
Opisthacantha hawaiiensis är en stekelart som först beskrevs av William Harris Ashmead 1901.  Opisthacantha hawaiiensis ingår i släktet Opisthacantha och familjen Scelionidae. Inga underarter finns listade i Catalogue of Life.